# Juli 1934
| Deze maand                                                                                             |
| --- |
| - Jordaanoproer - Litouwen versterkt greep op Memel - Nationaalsocialistische couppoging in Oostenrijk |

De volgende gebeurtenissen speelden zich af in juli 1934. Sommige gebeurtenissen kunnen één of meer dagen te laat zijn vermeld doordat ze op de datum staan aangegeven waarop ze in het nieuws kwamen in plaats van de datum waarop ze werkelijk hebben plaatsgevonden.
- 1: Nederlanders die betrapt zijn op of verdacht zijn van smokkel, kan het verblijf in een strook van 500 meter langs de Nederlands-Belgische grens worden verboden.
- 1: Landspresident Ottomar Schreiber van het Memelgebied wordt uit zijn ambt ontheven omdat hij de nationaalsocialisten, die uit zijn op afscheiding van Litouwen, zou hebben gesteund.
- 1: China verhoogt de invoerrechten op luxegoederen, maar verlaagt die op levensmiddelen en katoen.
- 3: De Japanse regering-Saito treedt af na betrokkenheid van een oud-minister in een omkopingsschandaal en druk van het leger om tot een meer militaristische regering te komen.
- 3: De Sovjet-Unie laat in Frankrijk vier kruisers en vier torpedobootjagers bouwen.
- 3: In Italië worden nieuwe bezuinigingen aangekondigd.
- 3: In Duitsland wordt de Staatsnoodweerwet aangenomen:
  - De Nacht van de Lange Messen wordt rechtsgeldig verklaard.
  - De stafchef van de SA hoeft geen lid van het kabinet meer te zijn.
  - Een afgevaardigde van de Rijksdag verliest zijn zetel als hij uit de partij stapt of eruit gezet wordt.
- 3: In Duitsland worden tot 31 oktober collectes op openbare plaatsen of langs de deur verboden.
- 3: De Nederlandse prins-gemaal Hendrik overlijdt na een korte ziekte.
- 4: De Duitse minister van Economische Zaken Kurt Schmitt legt wegens overwerktheid tijdelijk zijn functie neer.
- 4: In Amsterdam en andere plaatsen vinden protesten plaats tegen de verlaging van de steunuitkeringen voor werklozen. Deze worden de volgende dag grimmiger en zwellen aan tot een oproer. Politie en leger treden gewapend op, wat tot doden en gewonden leidt. Zie: Jordaanoproer.
- 4: Marie Curie sterft aan leukemie in Passy.
- 5: Duitsland en het Verenigd Koninkrijk regelen de Duitse schuldbetalingen voor de komende zes maanden.
- 7: Lázaro Cardénas wordt gekozen tot president van Mexico.
- 7: In Amsterdam wordt een inval gedaan bij de communistische krant De Tribune. De persen worden verzegeld.
- 8: In Japan treedt een nieuwe regering aan onder leiding van admiraal Keisuke Okada.
- 9: In Italië worden de laatste zes corporaties opgericht. Het totale aantal bedraagt daarmee 22.
- 9: Franz von Papen, gesteund door president Paul von Hindenburg, eist een onderzoek naar de arrestaties van zijn medewerkers en de fusillade van Herbert von Bose.
- 9: In Roemenië worden alle Duitse nationaalsocialistische organisaties verboden en wordt een uniformverbod ingesteld.
- 9: De voltallige Stahlhelm wordt tot 18 augustus met verplicht verlof gestuurd.
- 10: De Franse minister van Buitenlandse Zaken Louis Barthou spreekt met zijn Britse collega John Simon. Belangrijkste onderwerp van bespreking is een Frans voorstel voor een veiligheidspact in Oost-Europa, te sluiten door de Sovjet-Unie, de Baltische staten, Polen, Tsjecho-Slowakije en Duitsland, vergelijkbaar met het Verdrag van Locarno.
- 10: Joseph Goebbels haalt in een toespraak fel uit naar een aantal buitenlandse media vanwege hun berichtgeving over de Nacht van de Lange Messen.
- 10: Engelbert Dollfuss voert personele wijzigingen in zijn regering door.
- 10: De Nederlandse regering doet een voorstel voor een nieuwe spelling:
  - de e wordt niet verdubbeld aan het einde van een lettergreep, behalve aan het einde van een woord;
  - de o wordt niet verdubbeld aan het einde van een lettergreep, behalve voor ch;
  - de sch wordt een s waar de ch niet wordt uitgesproken, behalve in de uitgang -isch;
  - de naamvalsuitgang -n vervalt, behalve bij namen van mannelijke personen en dieren en in geijkte uitdrukkingen.
- 10: Estland, Letland en Litouwen sluiten een overeenkomst waarin hun samenwerking geïntensiveerd wordt.
- 10: De rellen in Amsterdam (zie Jordaanoproer) waaien uit naar andere steden, meestal zonder ernstig te worden, maar in de Rotterdamse wijk Crooswijk wordt de staat van beleg afgekondigd en valt een dode.
- 11: De Duitse regering verbiedt alle besprekingen van het kerkpolitieke geschil in openbare vergaderingen en de pers.
- 11: Prins Hendrik wordt bijgezet.
- 12: In België wordt een uniformverbod ingesteld.
- 12: Japan en Brits-Indië sluiten een handelsovereenkomst.
- 12: In Litouwen krijgt de commandant van het Memelgebied grote volmachten. Zo kan hij vrijelijk verenigingen verbieden, waarbij de personen die de afgelopen 12 maanden lid waren van die vereniging het passief kiesrecht en een eventuele kamerzetel verliezen.
- 15: Het Verenigd Koninkrijk wenst in een periode van 5 jaar 500 extra oorlogsvliegtuigen aan te schaffen.
- 15: De socialisten in Frankrijk accepteren het voorstel van de communisten om gezamenlijk actie tegen oorlog en fascisme te ondernemen.
- 16: Een groot aantal buitenlandse bladen, waaronder de Daily Express wordt in Duitsland verboden vanwege hun berichtgeving over de Nacht van de Lange Messen.
- 16: In San Francisco breekt een algemene staking uit. De toestand is kritiek.
- 16: Omdat het gerechtelijk onderzoek tegen De Tribune is voltooid, wordt het gebouw weer vrijgegeven. De drukker zal worden vervolgd voor opruiing vanwege de rol van het blad in het ontstaan van het Jordaanoproer. De drukpers blijft in beslag genomen.
- 16: De Oostenrijkse nazileider Zimmer wordt vermoord. Het gaat om een politieke moord, hoewel onduidelijk is of communisten of de nationaalsocialisten zelf de daders zijn.
- 17: De nieuwe grondwet van Brazilië wordt afgekondigd. Getúlio Vargas wordt tot president gekozen.
- 17: 1500 Japanse ambtenaren worden door de regering van Mantsjoekwo in dienst genomen om het bestuur te reorganiseren. Ook de gouverneurs van de provincies zullen Japanners zijn.
- 18: In Zuid-Afrika wordt de Hitlerjugend verboden.
- 18: De regering van Panama kondigt aan tot nationaliseringen over te willen gaan.
- 18: De tunnel onder de Mersey, die Liverpool met Birkenhead verbindt, wordt geopend.
- 19: De Turkse kustwacht schiet nabij Samos op een boot met daarop drie Britse marineofficieren; een van hen wordt dodelijk getroffen. Het Verenigd Koninkrijk eist een gezamenlijk onderzoek naar het incident.
- 19: In verband met het Jordaanoproer wordt een aantal leiders van de OSP gearresteerd.
- 19: De algemene staking in San Francisco wordt beëindigd.
- 21: De Belgische regering krijgt voor een periode van zes maanden blanco volmachten op financieel en economisch gebied.
- 22: Het Brits-Turkse incident geldt als bijgelegd, nadat Turkije heeft ingestemd met een gezamenlijke onderzoekscommissie.
- 23: De Andorrese troonpretendent Boris Skossyreff wordt in Seo de Urgel gearresteerd.
- 23: Bij het gebouw van de OSP worden huiszoekingen verricht.
- 23: De Sovjet-Unie en Bulgarije besluiten tot hervatting van de diplomatieke betrekkingen.
- 24: Italië eist van Duitsland de onmiddellijke stopzetting van de terreuracties in Oostenrijk.
- 24: De opperburgemeester van het Memelgebied Wilhelm Brindlinger wordt uit zijn functie ontheven, omdat hij het Litouws niet beheerst. In zijn plaats wordt de Litouwer Erdmonas Simonaitis aangesteld, met dictatoriale bevoegdheden.
- 25: De nationaalsocialisten proberen via een staatsgreep de macht in Oostenrijk te grijpen. Zie: Juliputsch
  - De Ravag (radiostation) en de Bondskanselarij in Wenen worden bezet.
  - Engelbert Dollfuss, Emil Fey en Carl Karwinsky worden gearresteerd. Dollfuss wordt hierbij beschoten en overlijdt korte tijd later aan zijn verwondingen.
  - Het Oostenrijkse leger omsingelt de Bondskanselarij en onderdrukt de staatsgreep.
- 27: Theodor Habicht, de landelijke inspecteur van de afdeling Oostenrijk van de NSDAP wordt vanwege zijn betrokkenheid bij de mislukte staatsgreep van 25 juli uit zijn functie ontheven.
- 27: De Italiaanse politicus Leandro Arpinati wordt uit de fascistische partij gezet en gearresteerd.
- 27: De Nazi Studenten Bond zal voortaan onder de persoonlijke leiding van Rudolf Hess staan.
- 27: Franz von Papen wordt benoemd tot gezant in Oostenrijk met speciale volmachten.
- 28: Na nieuwe wanordelijkheden wordt in Salzburg de staat van beleg afgekondigd.
- 28: Italië stationeert troepen aan de grens met Oostenrijk.
- 28: Duitsland en Frankrijk sluiten een handelsverdrag.
- 29: Kurt Schuschnigg wordt bondskanselier in de nieuwe regering van Oostenrijk en volgt de overleden Engelbert Dollfuss op.
- 30: In Nederland wordt een voorstel tot wijziging van de kieswet ingediend, onder meer inhoudende de invoering van een kiesdrempel van 3 procent.
- 31: Alle deelnemers en betrokkenen aan de staatsgreep van 25 juli in Oostenrijk kunnen worden veroordeeld tot dwangarbeid in een concentratiekamp en inbeslagneming van hun vermogen.
- 31: Otto Planetta en Franz Holzweber, de moordenaars van Engelbert Dollfuss, worden ter dood veroordeeld en geëxecuteerd.
- 31: In het Verenigd Koninkrijk wordt de nieuwe verkeerswet van kracht.

en verder:
- In Canada wordt een keten van 130 vliegvelden aangelegd om snelle transcontinentale postbezorging mogelijk te maken.
- In Siam wordt een universiteit voor politieke en morele wetenschappen geopend.
- Op diverse plaatsen in Brits-Indië woeden cholera-epidemieën.

<< · januari · februari · maart · april · mei · juni · juli · augustus · september · oktober · november · december · >>